# Schillerfalter
Die Schillerfalter (Apaturinae) sind eine Unterfamilie in der Familie der Edelfalter (Nymphalidae) mit etwa 100 Arten, nahezu weltweiter Verbreitung und Schwerpunkt im tropischen Asien.

## Beschreibung
Die Schillerfalter zeigen einen deutlichen Sexualdimorphismus und haben ihren Namen von lila, blau oder grün schillernden Strukturfarben auf der Flügeloberseite, den besonders die Männchen vieler Arten haben. Bekannt sind der National-Schmetterling von Japan, Sasakia charonda, und die Männchen des Kleinen (Apatura ilia) und Großen Schillerfalters (Apatura iris) in Europa. Manche Arten haben kurze Schwänzchen, wie etwa Asterocampa clyton.
Die Schmetterlinge sind mittelgroß, mit starken, gekeulten Fühlern, vorgestreckten, spitzen Palpen, starkem Thorax und schlankem Hinterleib. Der Sauger ist bei vielen Gattungen nicht schwarzbraun pigmentiert, sondern durchschimmernd, im Leben hellgrün, später gelblich. Die Zellen aller Flügel sind meist offen, nur bei den Gattungen Dilipa und Thaleropis geschlossen. Besonderheiten sind die Weibchen von Euripus nyctelius, die einen komplexen Polymorphismus haben und ihre Mimikry mit Arten der Gattung Euploea aus der Unterfamilie Danainae. Mimikry ist außerdem von Arten der Gattungen Hestina und Doxocopa mit Arten aus anderen Unterfamilien, wie z. B. Doxocopa laure mit Adelpha iphiclus aus der Unterfamilie der Eisvögel (Limenitidinae), bekannt.

Beispiele für Mimikry
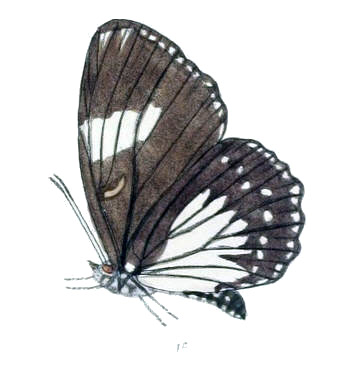
Euripus nyctelius f. isa
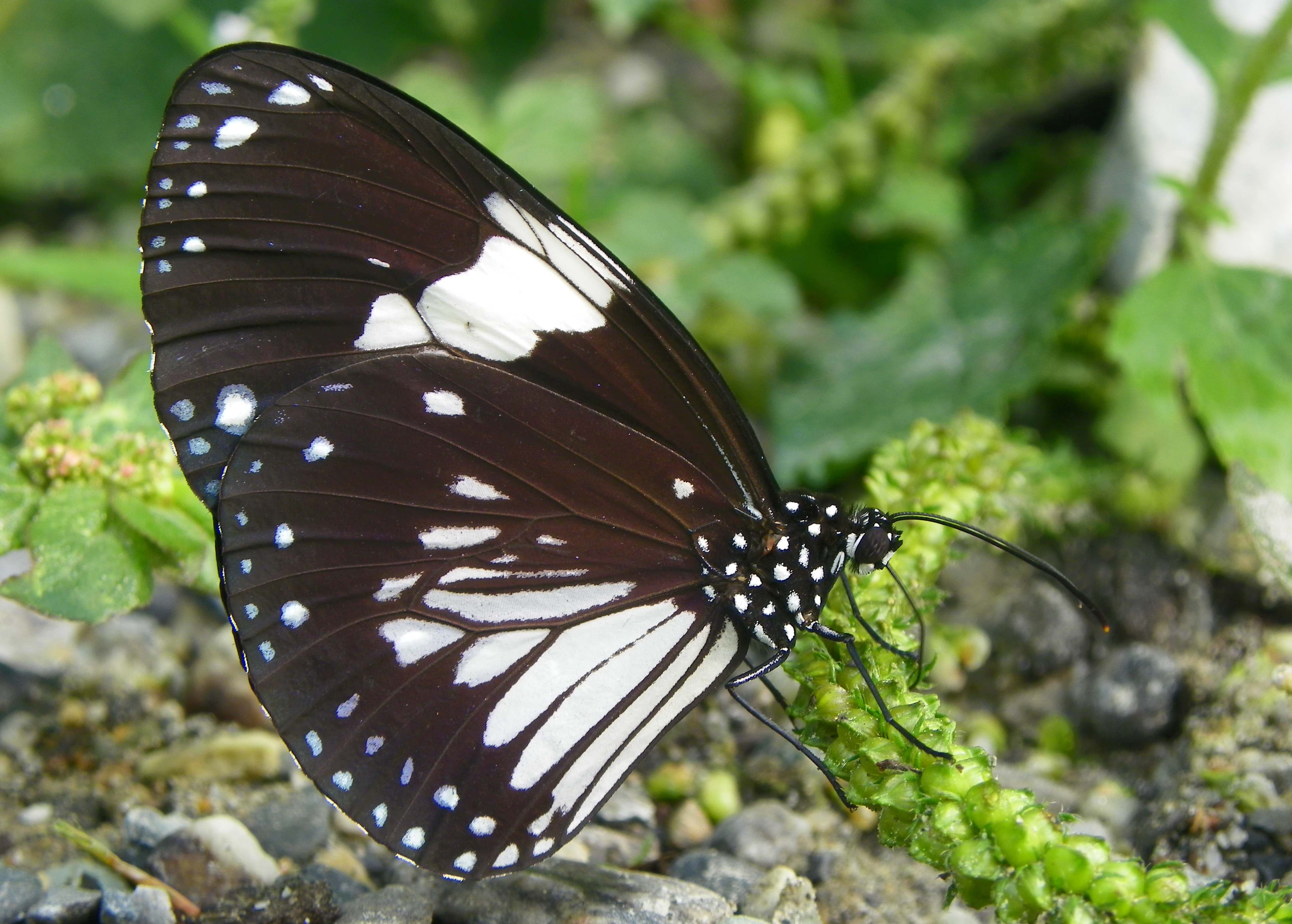
Euploea radamanthus radamanthus
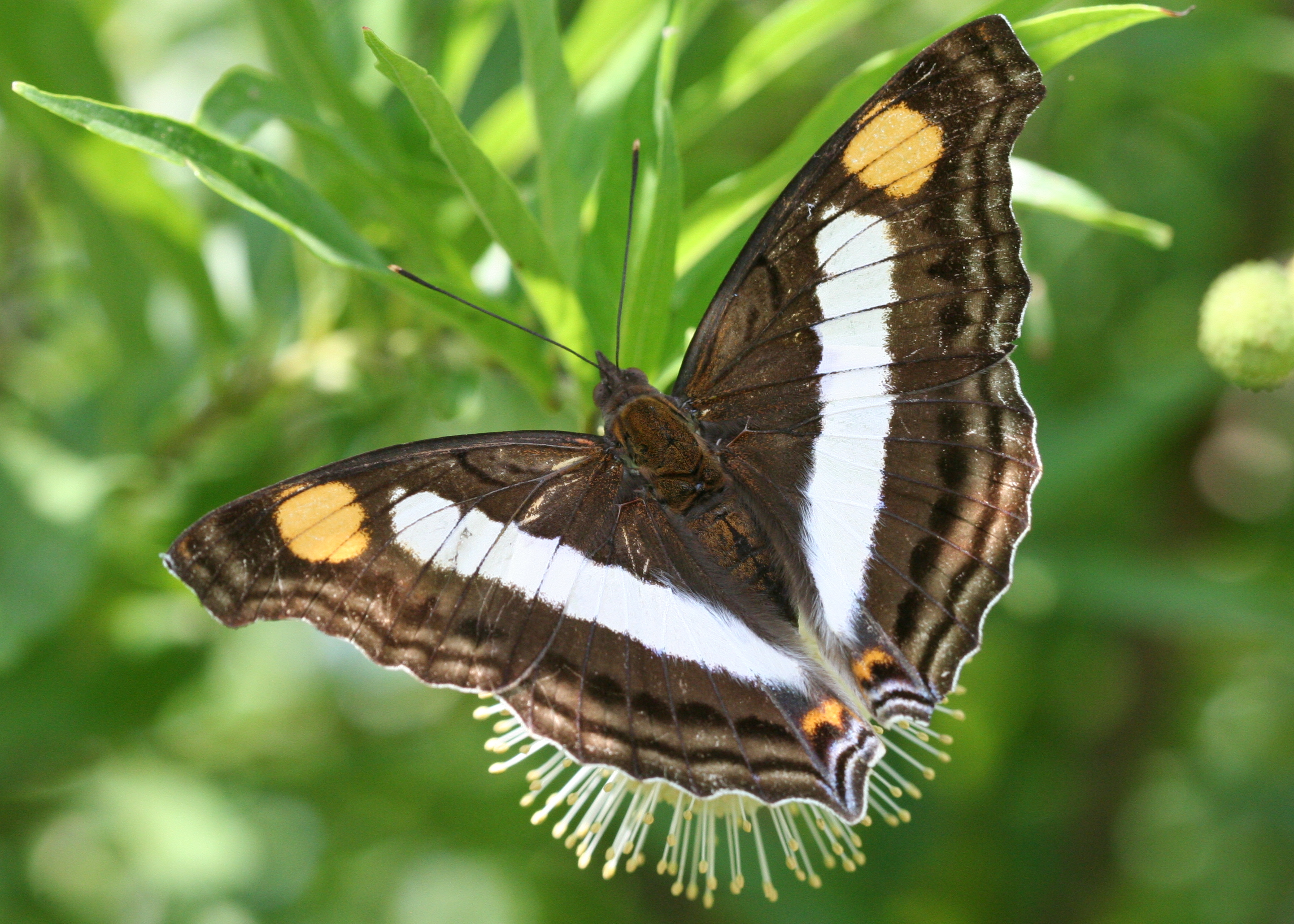
Weibchen von Doxocopa laure
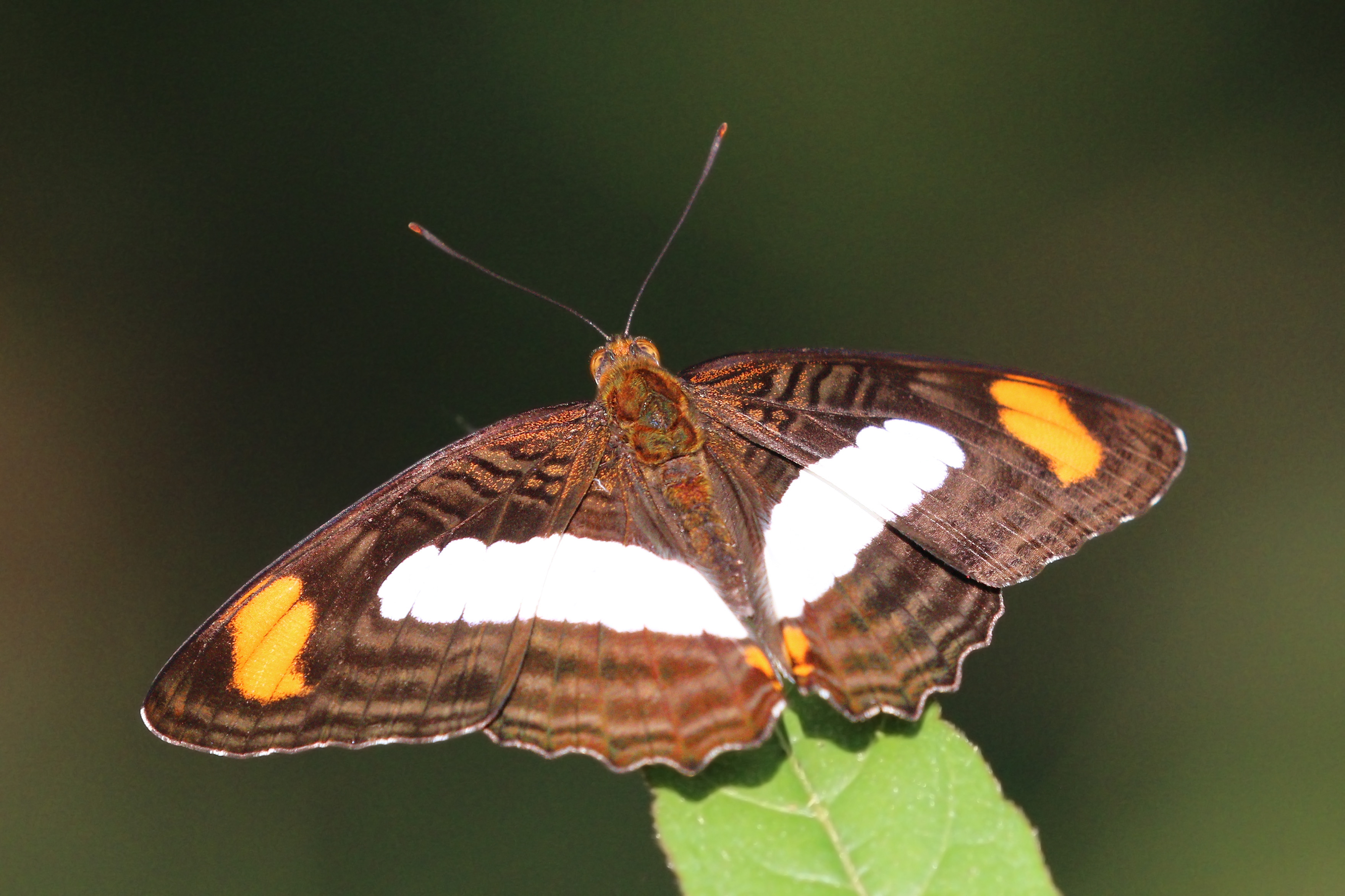
Adelpha iphiclus

Die Unterfamilie kann anhand der männlichen Genitalien von den nahe verwandten Unterfamilien der Augenfalter (Satyrinae) und Charaxinae unterschieden werden. Der Aedeagus ist lang, ähnlich wie auch bei den Charaxinae, aber der Saccus, der basale Teil der Valven, ist extrem lang und dünn. Er beansprucht den größten Teil des Abdomen.

### Präimaginalstadien

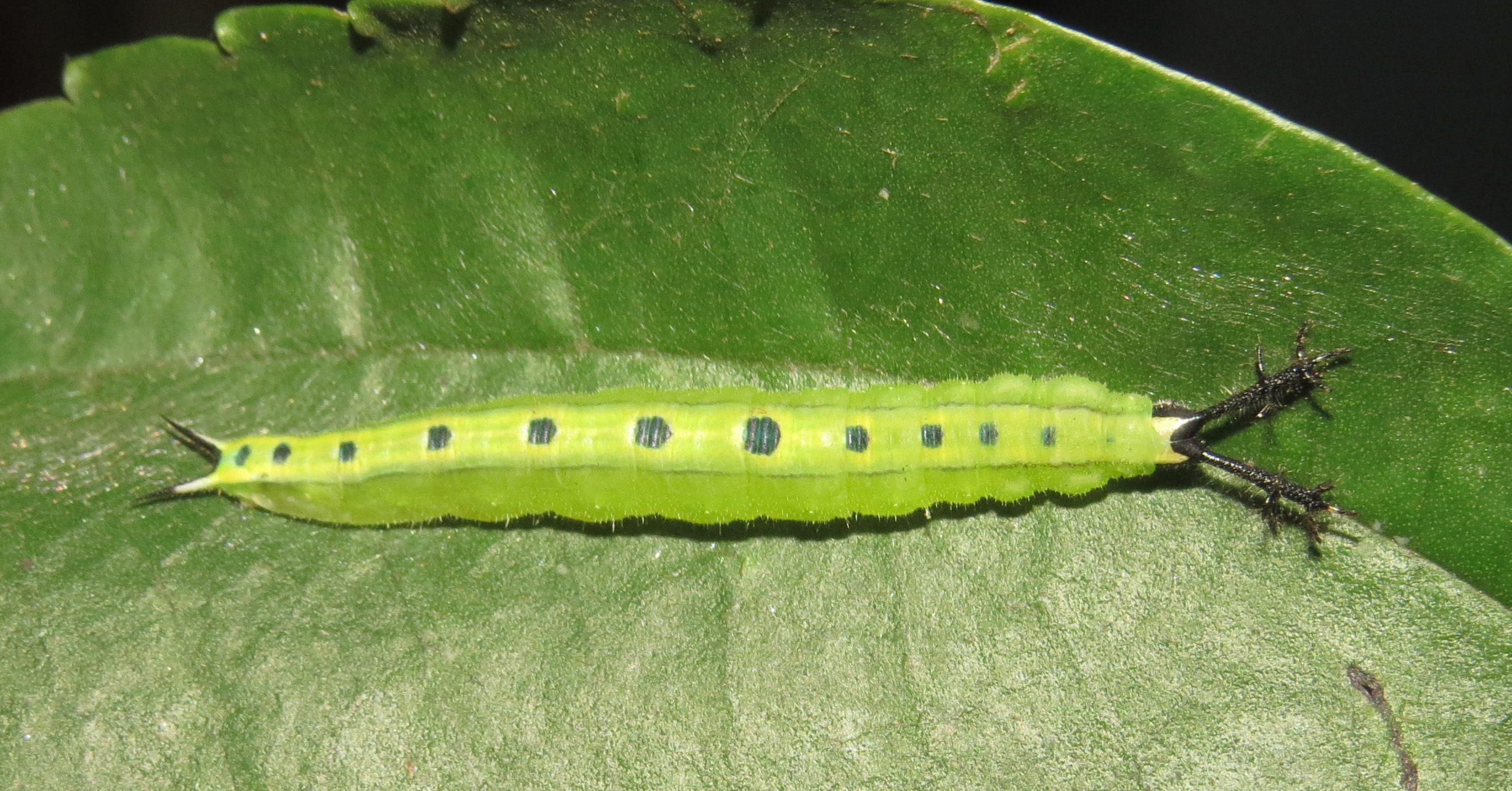
Raupe von Rohana parisatis

Die schneckenförmigen Raupen haben meist zwei in der Ruhe nach vorn gerichtete, beim Fressen nach oben gestellte, Kopfhörner (daher der Name Schneckenraupen). Wie die Charaxinae haben sie ein gegabeltes Hinterleibsende.
Die Eier sind vieleckig und halbkugelig oder kugelig mit vielen feinen Rippen.

## Verbreitung
Die Falter kommen fast weltweit vor, fehlen aber in Australien und Neuseeland. Mit Ausnahme des hohen Nordens sind sie über die alte Welt nördlich des Äquators verbreitet, diesen nach Süden hin wenig überschreitend. Der Schwerpunkt der Gattungen und Arten liegt im tropischen Asien. In Nordamerika wird die Unterfamilie nur durch die nicht schillernden Asterocampa, in Südamerika durch Doxocopa vertreten.

## Lebensweise
Die Falter leben sowohl in Gebirgen wie in der Ebene; sie fliegen in den nördlichen Breiten im Hochsommer und haben einen schwimmenden oder schießenden Flug, bei dem sie die Flügel flach ausgebreitet halten und nur zuweilen kurze, zuckende Schläge ausführen. Die Falter saugen oft an Kot, Aas oder faulenden Früchten, wie es auch die Vertreter der Charaxinae machen.
Die Eier werden meist einzeln abgelegt, nur bei Sasakia und Asterocampa werden sie in Gruppen abgelegt.
Die Raupen fressen oft an Ulmengewächsen (Ulmaceae) und manchmal auch an Birkengewächsen (Betulaceae), Weidengewächsen (Salicaceae) oder Buchengewächsen (Fagaceae) und die Asterocampa in Nordamerika ernähren sich vom Laub von Zürgelbäumen (Celtis). Die in den höheren Breiten lebenden Arten überwintern als Raupe.
Die Stürzpuppen hängen flach auf einem Blatt oder Ast.

## Systematik
Aktuell besteht die Unterfamilie nach Wahlberg aus 98 Arten in 20 Gattungen, darunter vier monotypische, das heißt Gattungen mit jeweils nur einer Art. Die Unterfamilie ist eng mit den Charaxinae und Satyrinae verwandt, hat zweimal den Rang gewechselt und wurde als Tribus (Apaturidi) der Satyrinae oder eigene Familie (Howe, 1975) betrachtet. Die frühere Gattung Doxocopa, Hübner, ist heute Asterocampa Röber, dafür entspricht die heutige Doxocopa der früheren Chlorippe Boisduval

### Gattungen und Arten
- Apatura, Fabricius 1807, 4 Arten
  - Apatura iris
  - Apatura ilia
  - Apatura metis
  - Apatura laverna

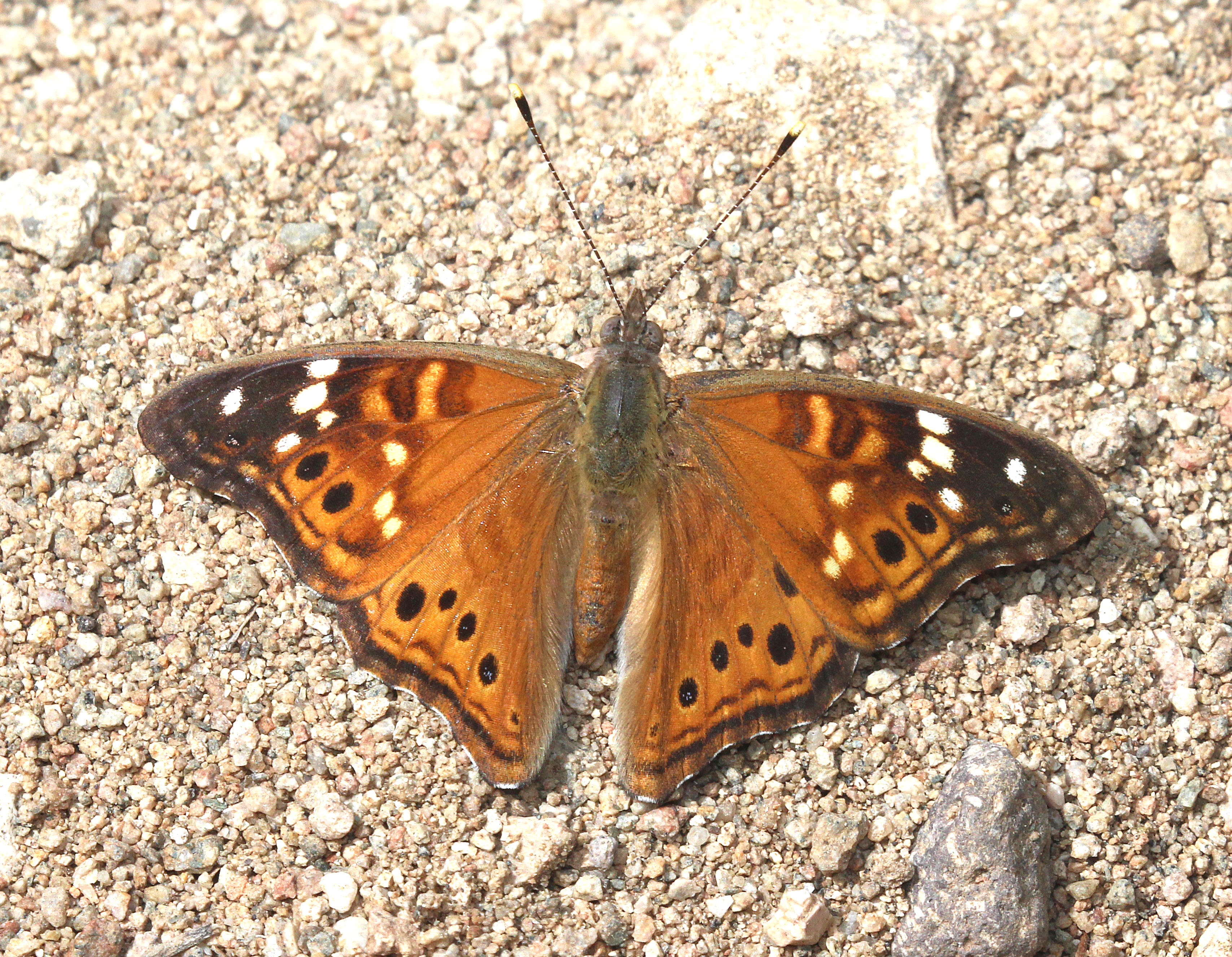
Asterocampa leilia

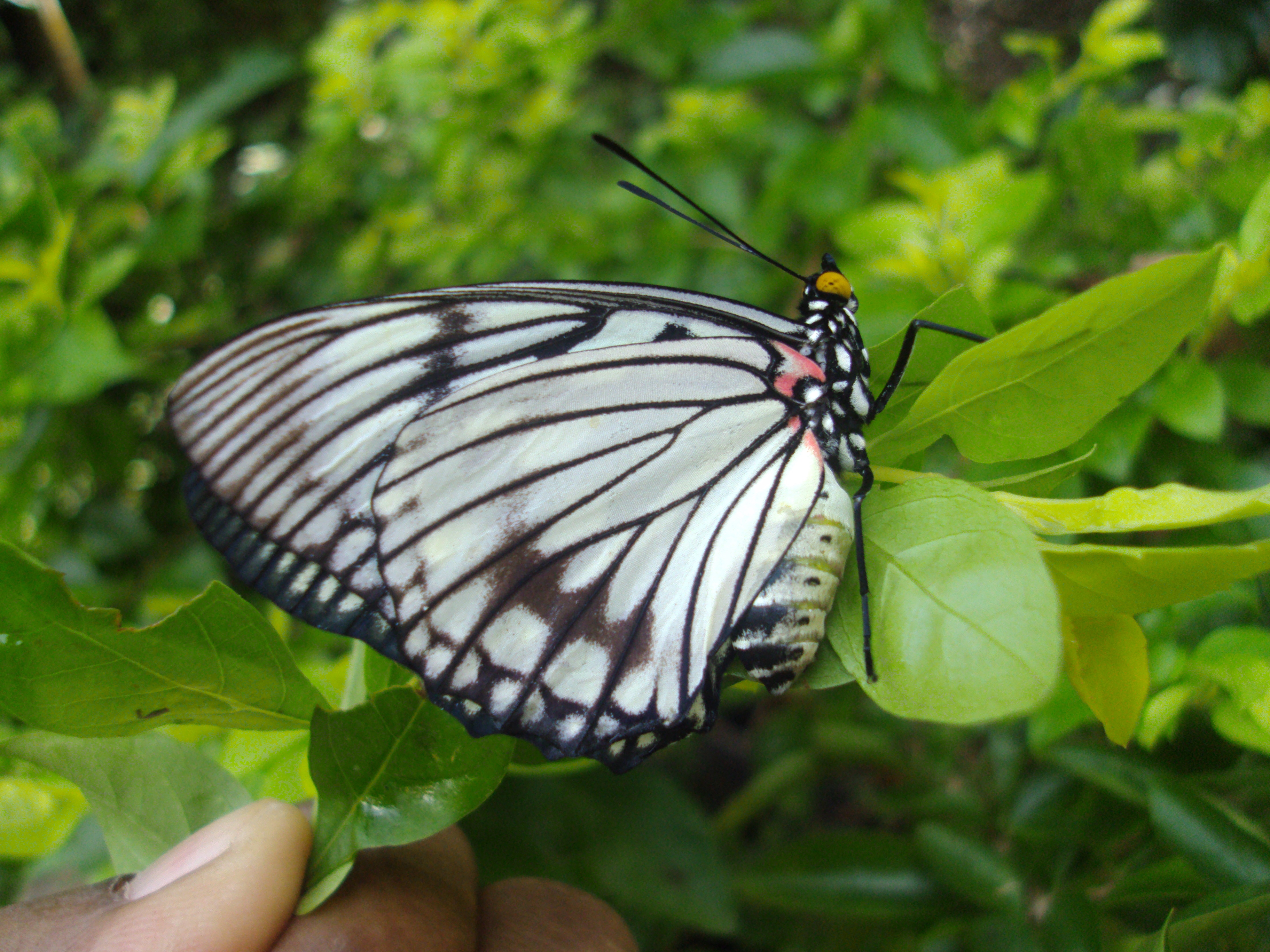
Weibchen von Euripus consimilis

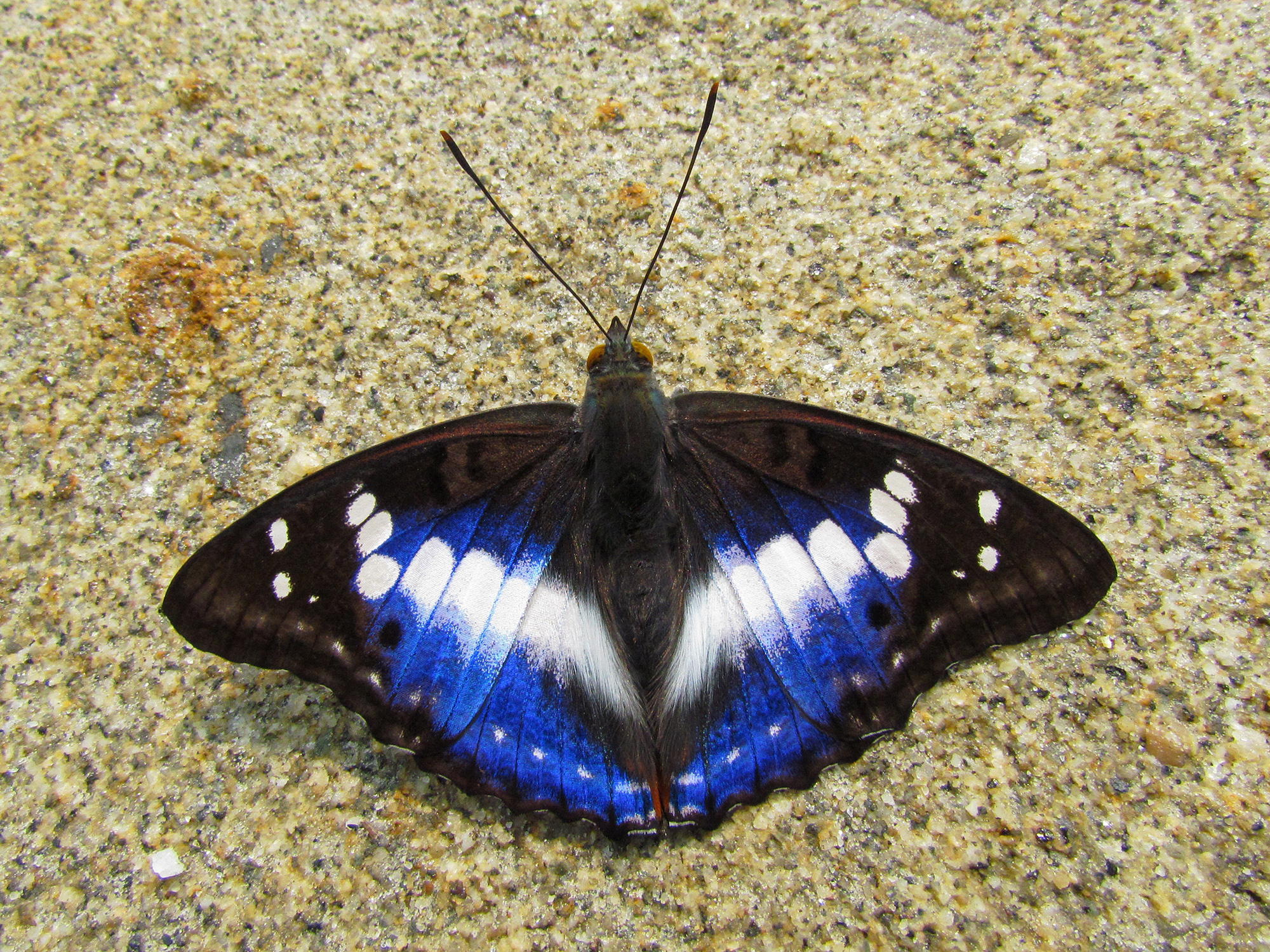
Mimathyma ambica

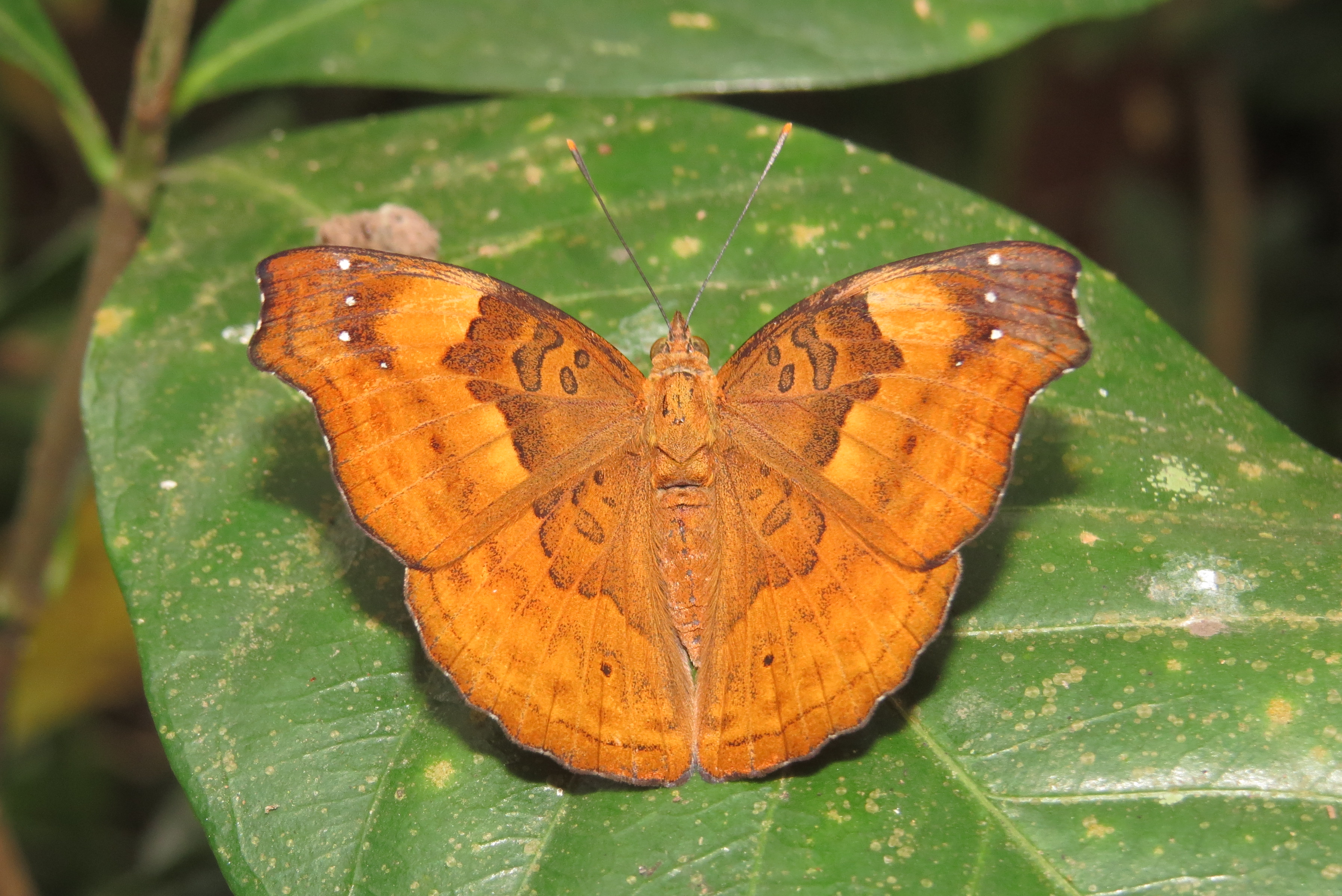
Weibchen von Rohana parisatis

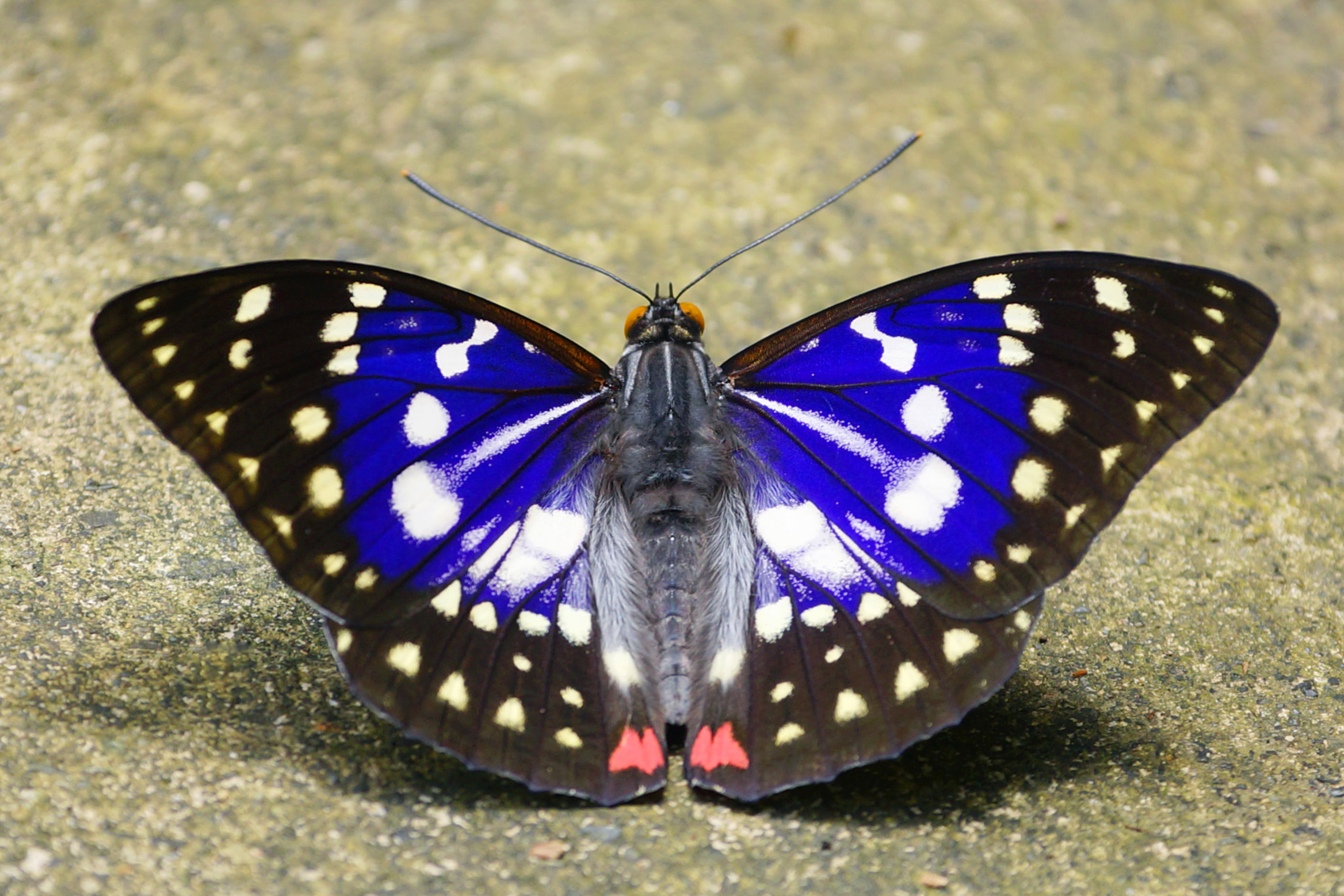
Männchen von Sasakia charonda

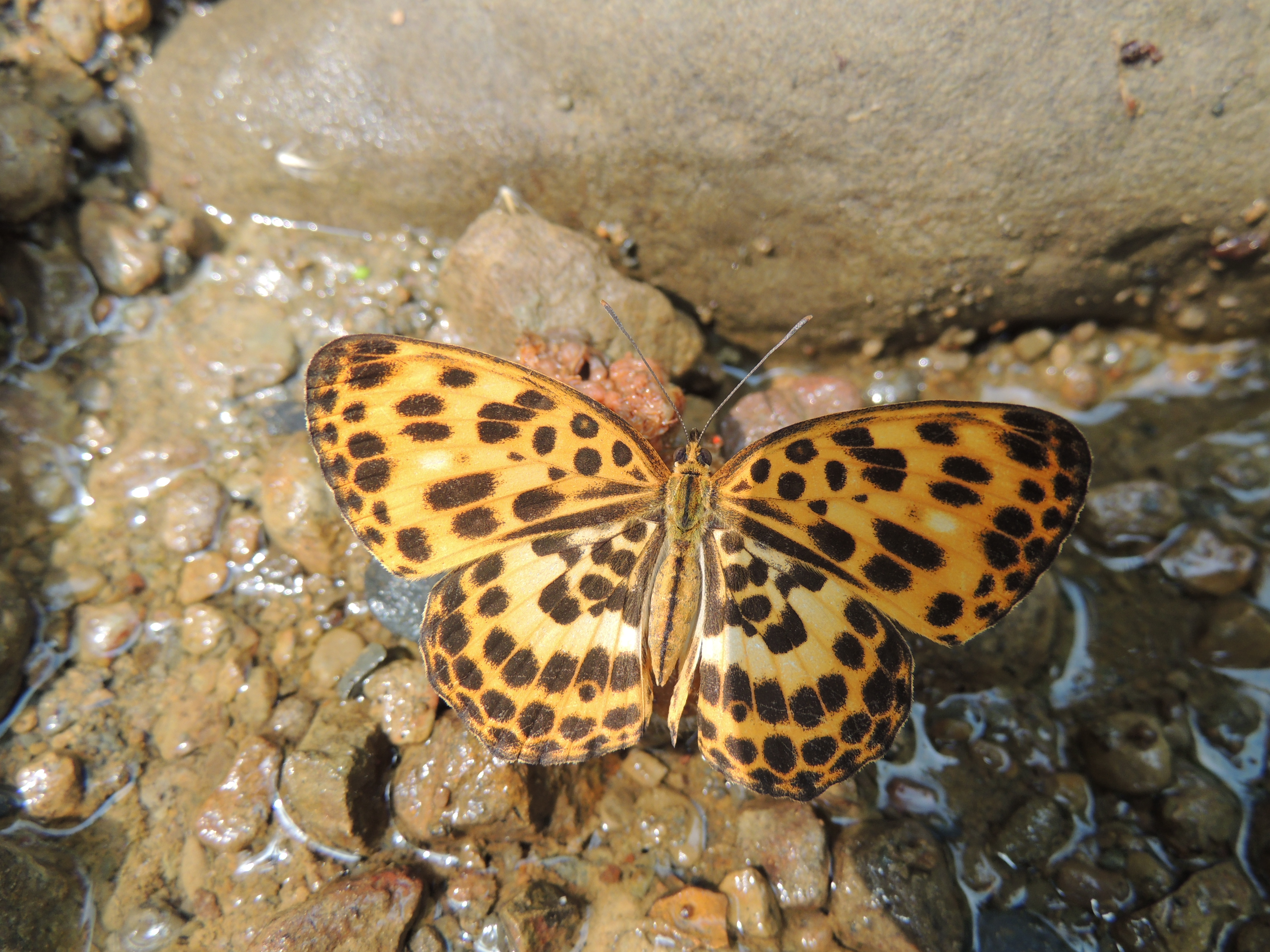
Timelaea albescens

- Apaturina, Herrich-Schäffer 1864,  monotypisch Apaturina erminea
- Apaturopsis, Aurivillius 1898, 3 Arten
  - Apaturopsis cleochares
  - Apaturopsis kilusa
  - Apaturopsis pauliani
- Asterocampa, Röber 1916, 5 Arten
  - Asterocampa celtis
  - Asterocampa reinthali (Asterocampa celtis reinthali ist bei Wahlberg zur Art erhoben)
  - Asterocampa leilia
  - Asterocampa clyton
  - Asterocampa idyja
- Chitoria, Moore 1896, 6 Arten
  - Chitoria sordida
  - Chitoria ulupi
  - Chitoria chrysolora
  - Chitoria subcaerulea
  - Chitoria cooperi
  - Chitoria fasciola
- Dilipa, Moore 1857, 2 Arten
  - Dilipa fenestra
  - Dilipa morgiana
- Doxocopa, Hübner 1819, 18 Arten
  - Doxocopa thoe
  - Doxocopa agathina
  - Doxocopa clothilda
  - Doxocopa callianira
  - Doxocopa elis
  - Doxocopa pavon
  - Doxocopa kallina
  - Doxocopa felderi
  - Doxocopa zunilda
  - Doxocopa zalmunna
  - Doxocopa cherubina
  - Doxocopa cyane
  - Doxocopa laurentia
  - Doxocopa excelsa
  - Doxocopa laure
  - Doxocopa griseldis
  - Doxocopa laurona
  - Doxocopa linda
- Euapatura, Ebert 1971, monotypisch Euapatura mirza
- Eulaceura, Butler 1872, 2 Arten
  - Eulaceura manipurensis
  - Eulaceura osteria
- Euripus, Doubleday 1848, 3 Arten
  - Euripus consimilis
  - Euripus nyctelius
  - Euripus robustus
- Helcyra, Felder 1860, 5 Arten
  - Helcyra chionippe
  - Helcyra superba
  - Helcyra heminea
  - Helcyra plesseni
  - Helcyra subalba
- Herona, Doubleday 1848, 2 Arten
  - Herona marathus
  - Herona sumatrana
- Hestina, Westwood 1850, 12 Arten

- - Hestina nama
  - Hestina divona
  - Hestina dissimilis
  - Hestina waterstradti
  - Hestina japonica
  - Hestina assimilis
  - Hestina mena
  - Hestina persimilis
  - Hestina jermyni
  - Hestina ouvradi
  - Hestina nicevillei
  - Hestina namoides

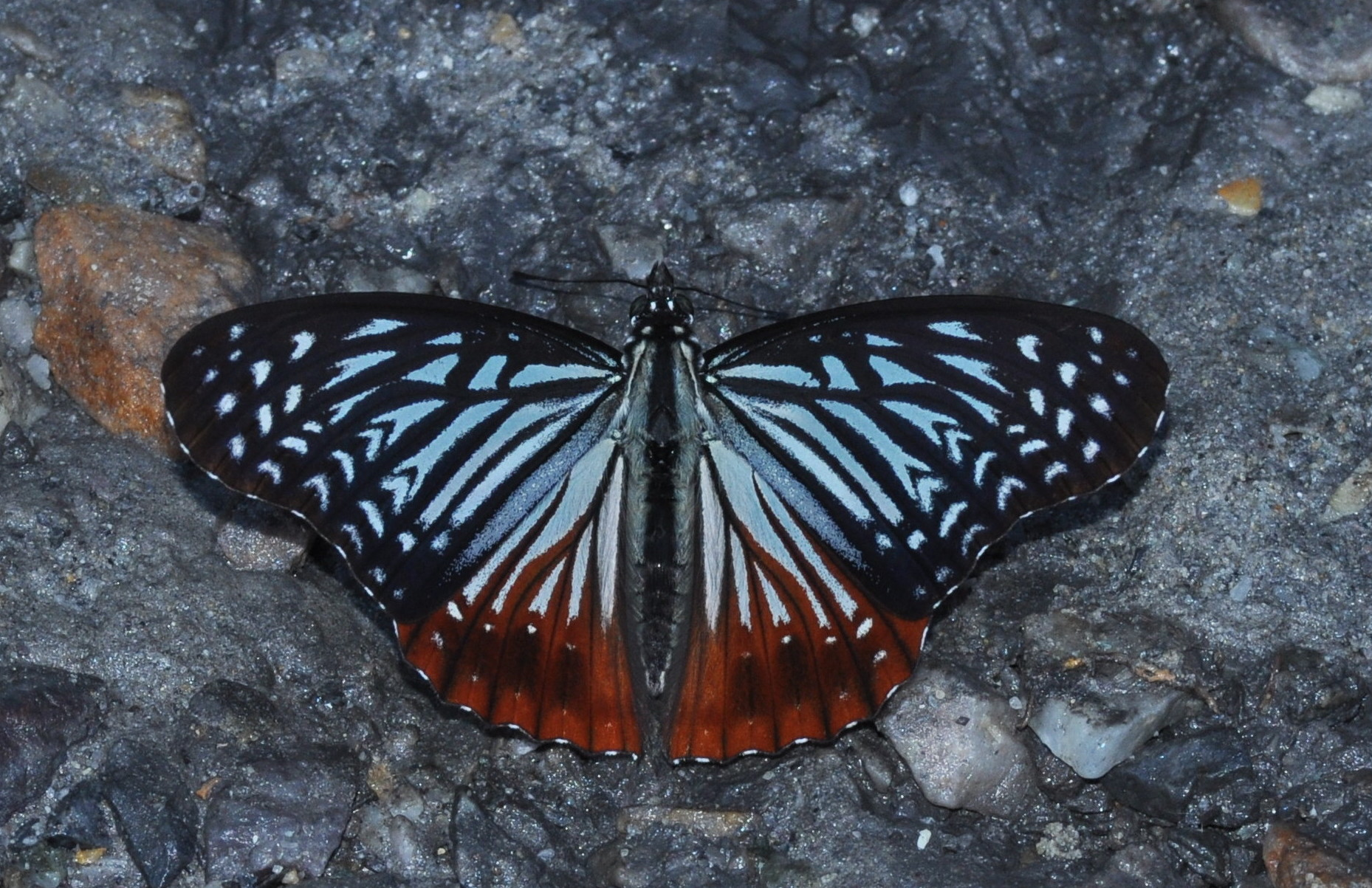
Hestinalis nama

- Hestinalis, Bryk 1938, monotypisch Hestinalis mimetica
- Mimathyma, Moore 1896, 4 Arten
  - Mimathyma schrenckii
  - Mimathyma nycteis
  - Mimathyma chevana
  - Mimathyma ambica
- Rohana, Moore 1880, 6 Arten
  - Rohana parisatis
  - Rohana nakula
  - Rohana ruficincta
  - Rohana rhea
  - Rohana macar
  - Rohana parvata
- Sasakia, Moore 1896, 3 Arten
  - Sasakia charonda
  - Sasakia funebris
  - Sasakia pulcherrima
- Sephisa, Moore 1882, 4 Arten
  - Sephisa dichroa
  - Sephisa princeps
  - Sephisa chandra
  - Sephisa daimio
- Thaleropis, Staudinger 1871, monotypisch Thaleropis ionia
- Timelaea, Lucas 1883, 6 Arten
  - Timelaea maculata
  - Timelaea albescens
  - Timelaea aformis
  - Timelaea radiata
  - Timelaea nana